# هارولد بريسيادو
هارولد بريسيادو (بالإسبانية: Harold Preciado)‏ (1 يونيو 1994 كولومبيا - ) هو لاعب كرة قدم كولومبي، شارك في كرة القدم في الألعاب الأولمبية الصيفية 2016.

## وصلات خارجية
هارولد بريسيادو على موقع قاعدة بيانات كرة القدم.إي يو (الإنجليزية)
- هارولد بريسيادو على موقع ناشيونال فوتبول تيمز (الإنجليزية)
- هارولد بريسيادو على موقع Soccerway.com (الإنجليزية)
- هارولد بريسيادو على موقع أوليمبيديا (الإنجليزية)
- هارولد بريسيادو على موقع AS.com (الإسبانية)